# Isabel Pardo de Vera
Isabel Pardo de Vera Posada (Lugo, 1975) es una ingeniera y directiva española. Fue secretaria de Estado de Transportes, Movilidad y Agenda Urbana del Gobierno de España de 2021 a 2023. Previamente, entre junio de 2018 y julio de 2021, presidió la empresa pública Adif.

## Trayectoria
Es hija de Gerardo Pardo de Vera Díaz de Orbea, militante de Alianza Popular que fue el primer alcalde de Becerreá tras la restauración del sistema democrático en 1979 y de Ana Luisa Posada. Es la hermana menor de la periodista Ana Pardo de Vera.
Terminó sus estudios de ingeniería de caminos, canales y puertos en la Escuela Técnica Superior de Ingenieros de Caminos, Canales y Puertos de la Universidad de La Coruña en 2001. Entre 2002 y 2007 trabajó en Sondeos, Estructuras y Geotecnia, S.A. (SEG) y en la empresa pública INECO. Ingresó en Adif en 2007 y completó los programas académicos «Executive MBA - Ciclo Operativo» del Instituto de Educación Superior Intercontinental de la Empresa (IESIDE) en 2007 y «Nuevos gestores ADIF» de ESADE Business School en 2009. En 2015 fue nombrada directora de Movilidad e Infraestructuras de la Diputación Provincial de Pontevedra, y en 2016 se reincorpora a Adif.
En junio de 2018 es nombrada presidenta del ente público Adif, cargo que ocupó hasta julio de 2021, cuando la nueva ministra de Transportes, Raquel Sánchez Jiménez, la nombró secretaria de Estado de Transportes, Movilidad y Agenda Urbana. Pardo de Vera dimitió de este cargo en febrero de 2023 tras la controversia generada por el error de diseño de unos trenes que no cabían por los túneles de la línea a la que estaban destinados. A final de ese año se anunció su incorporación como presidenta al lobby de propietarios de alquiler Asval, a la que renunció debido a que se hizo público su nombramiento antes de que la Oficina de Conflictos de Interés emitiera su veredicto.
Entre marzo y abril de 2025 fue asesora al Grupo ACS.
En julio de 2025 fue imputada, dentro del llamado «caso Koldo», por su presunta participación en contrataciones irregulares de personal en diversas empresas públicas del Ministerio de Transportes, así como como la adjudicación ilícita de obra pública. En concreto, se la investiga por cinco delitos: malversación de caudales públicos, cohecho, tráfico de influencias, prevaricación y pertenencia a organización criminal. 

## Premios y reconocimientos
- Premio Monforte al Ferrocarril 2018.[10]
- Medalla al mérito Profesional otorgada por el Colegio de Ingenieros de  Caminos Canales y Puertos de Madrid, entregada en su acto de Distinciones Colegiales del año 2019.[11]
- Medalla de Oro de Vigo 2022.[12]